# 墨頓命題
墨頓命題（Merton Thesis）是一項由美國社會學家羅伯特·金·莫頓對實驗科學提出的命題，與德國社會學家馬克斯·韋伯在《新教倫理與資本主義精神》中對新教倫理與資本主義關係做的研究類似。墨頓質問新教虔敬主義與實驗科學之間是否有積極性的關聯。墨頓命題至今仍是個爭論中的科學命題。
雖然許多學者還在辯論墨頓提出的這個命題，在墨頓發表於1936年的博士論文（兩年後出版同名學術專著）《17世紀英格蘭的科學、科技與社會》（Science, Technology and Society in 17th-Century England）中仍然認為現代科學與宗教的連結存在某種重要的因素，使此書成為科學知識社會學領域的重要著作之一，並持續受到引用。墨頓之後也在其他著作中發展此一命題。